# Губин, Валерий Николаевич
Валерий Николаевич Губин (бел. Валерый Мікалаевіч Губін; род. 2 сентября 1948, Могилёв) — белорусский геолог и географ, доктор географических наук (1993), профессор геологии (2000),Белорусского государственного университета, академик Белорусской горной академии (1996).

## Биография
Валерий Николаевич родился 2 сентября 1948 года в Могилёве.
Еще в школьные годы увлекался географией и авиацией. С 1963 года занимался в Минском аэроклубе ДОСАФ и в 16 лет осуществил свой первый самостоятельный полёт на планере.
В 1972 году окончил географический факультет Белорусского государственного университета, после чего работал инженером в лаборатории аэрогеологических методов Института геологических наук АН Белорусской ССР.
В 1972-1973 годы проходил службу на Балтийском военно-морском флоте.
С 1974 года — геоморфолог, старший геолог аэрокосмогеологической партии Белорусской геолого-гидрогеологической экспедиции Управления геологии при СМ БССР.
На основе самостоятельно собранного и проанализированного фактологического материала в области аэрокосмического изучения новейшей геодинамики в 1981 году успешно защитил кандидатскую диссертацию.
С 1985 по 1998 год В. Н. Губин работал в Белорусском научно-исследовательском геологоразведочном институте на должностях старшего, ведущего научного сотрудника, заведующего сектором тектоники, а с 1993 года стал заведующим отделом региональной геологии.
В 1993 году защитил докторскую диссертацию на тему «Аэроландшафтная индикация геодинамических процессов морфогенеза (на примере Беларуси)».
В 1998 году стал заведующим кафедрой динамической геологии БГУ.

## Научно-педагогическая деятельность

### Учёный
В сфере научной деятельности В. Н. Губина важную роль играет космогеологическое изучение запада Восточно-Европейской платформы. На основе комплексной интерпертации материалов дистанционного зондирования Земли из космоса и геолого-геофизических данных им установлены региональные закономерности тектонической делимости и геодинамики литосферы, разработан рациональный комплекс космогеологических критериев поисков месторождений полезных ископаемых, выявлены трансформации геологической среды при освоении минерально-сырьевых ресурсов. Полученные В. Н. Губиным результаты широко используются в учебном процессе при подготовке инженеров-геологов. Это способствует освоению студентами методических приемов регионального изучения земной коры, проведения геологической съемки и поисков полезных ископаемых, организации и ведения эколого-геологического мониторинга на основе комплексирования инновационных спутниковых технологий и геолого-геофизических методов, более углубленному познанию изменений верхней части литосферы в условиях техногенеза.
Область научных интересов:
- региональная геология и геодинамика
- космические методы изучения земной коры и прогнозирования месторождений полезных ископаемых, экологическая геология, космический мониторинг геологической среды и рациональное недропользование
- геологическое образование

Научные публикации:
Общее количество — 245, в том числе монографий — 13, учебных пособий — 11.

### Педагог
Подготовка геологов высшей квалификации является важной педагогической деятельностью профессора В. Н. Губина. Читаемые им основные геологические дисциплины тесно связаны с направлениями его научных исследований. Он осуществляет руководство курсовыми и дипломными работами, проводит научные консультации со студентами, магистрантами и аспирантами в области региональной геологии и геодинамики, прогнозирования полезных ископаемых и экологической геологии. В своей научно-педагогической деятельности особое внимание уделяет подготовке и аттестации кадров высшей научной квалификации. В. Н. Губин является одним из организаторов проведения на географическом факультете БГУ ежегодных Университетских геологических чтений.
Большое внимание в учебном процессе им уделяется иностранным студентам из Туркменистана и Нигерии. В. Н. Губиным опубликовано 11 учебно-методических пособий, которые широко используются при освоении лекционного материала.
Перечень читаемых курсов:
- Геологическая съемка и картографирование
- Дистанционные методы в геологии
- Основы космической геологии
- Экологическая геология

## Основные публикации
Важнейшие монографии:
1. Айзберг Р. Е., Губин В. Н., Климович И. В., Старчик Т. А. Палеогеодинамические реконструкции платформенных бассейнов: методические аспекты. Мн.: БелНИГРИ, 1991. 182 с.
2. Обуховский Ю. М., Губин В. Н., Марцинкевич Г. И. Аэрокосмические исследования ландшафтов Беларуси. Мн.: Навука і тэхніка, 1994.175 с.
3. Губин В. Н., Ковалев А. А., Коркин В. Д. Аэрокосмическое изучение экзогенных процессов в условиях техногенеза. Мн.: Юнипак, 2003. 142 с.
4. Месторождения калийных солей Беларуси: геология и рациональное недропользование / Высоцкий Э. А., Губин В. Н., Смычник А. Д. и др. Мн.: БГУ, 2003.264 с.
5. Губин В. Н., Ковалев А. А., Коркин В. Д., Комаровский М. Е. Геоэкология Минского региона. Мн.: Юнипак, 2005. 116 с.
6. Губин В. Н., Ковалев А. А. Космическая геология Беларуси. Мн.: Лазурак, 2008. 120 с.
7. Спутниковые технологии в геодинамике / Под ред. В. Н. Губина. Мн.: Минсктиппроект, 2010. 87 с.

Учебные пособия и курсы лекций для вузов:
1. Губин В. Н., Карабанов А. К., Ковхуто А. М. Геологическая съемка и картографирование. Полевая практика: Учебное пособие. Мн.: БГУ, 2002. 133 с.
2. Губин В. Н., Ковалев А. А., Сладкопевцев С. А., Ясовеев М. Г. Экология геологической среды: Учебное пособие. Мн.: БГУ, 2002. 120 с.
3. Поиски и разведка месторождений минерального строительного сырья: На примере четвертичных отложений: Учебное пособие / В. И. Ярцев, Э. А. Высоцкий, В. Н. Губин и др. Мн.: БГУ, 2002. 175 с.
4. Губин В. Н. Дистанционные методы в геологии. Курс лекций, Мн.: БГУ, 2004. 138 с.
5. Геология металлических полезных ископаемых: Учебное пособие для студентов вузов / Высоцкий Э. А., Губин В. Н., Г. И. Илькевич и др. Мн.: Тетра-Системс, 2006. 336 с.
6. Высоцкий Э. А., Губин В. Н., Данкевич И. В. Прогнозирование месторождений металлических полезных ископаемых: Курс лекций. Мн.: БГУ, 2008. 143 с.
7. Геологические критерии поисков месторождений полезных ископаемых в Беларуси: Учебное пособие / Э. А. Высоцкий, В. Н. Губин, И. В. Данкевич и др. Мн.: БГУ, 2009.171 с.

Карты для вузов:
1. Карта месторождений полезных ископаемых Республики Беларусь масштаба 1:500 000 / Э. А. Высоцкий, В. Н. Губин, А. И. Гуринович и др. Мн.: РУП «Белкартография», 2004.
2. Геологическая карта Республики Беларусь масштаба 1:500 000 / М. Н. Брилевский, В. Н. Губин, Э. А. Высоцкий, Е. В. Морозов. Мн.: РУП «Белкартография», 2009.
3. Тектоническая карта Республики Беларусь масштаба 1:500 000 / Р. Е. Айзберг, Р. Г. Гарецкий, В. Н. Губин (отв. науч.ред.) и др. Мн.: РУП «Белкартография», 2013.